# Беца Ігор Миколайович
І́гор Микола́йович Бе́ца (7 січня 1978 — 25 серпня 2014)  — заступник командира посту, лейтенант, командир мінометного взводу — старший офіцер на батареї мінометної батареї третього механізованого батальйону 51-ї окремої механізованої бригади (Володимир-Волинський).

## Життєпис
Беца Ігор Миколайович народився 7 січня 1978 року у селі Видинові. Закінчив місцеву школу, Чернівецький національний університет імені Юрія Федьковича. Працював на посаді вчителя фізики Видинівської ЗОШ І—ІІ ступенів. Тренер футбольного клубу «Прут» села Видинів. 2001 року одружився з жителькою села Прутівка Григоращук Наталією Іванівною.
Мобілізований у квітні. Загинув у ніч проти 25 серпня 2014 р. в бою за Іловайськ (Донецька область) у районі селища Кутейникове. 3-й батальйон бригади опинився в оточенні біля населених пунктів Березне, Оленівка, під постійним артобстрілом. Під час танкової та артилерійської атаки російських бойовиків під Іловайськом і Старобешевим та обстрілу з РСЗВ «Град» загинули та потрапили в полон десятки військовослужбовців 51-ї бригади.
Похований у селі Видинові 30 серпня 2014 року. Без Ігоря лишився рідний брат Василь.

## Нагороди та вшанування
За особисту мужність і героїзм, виявлені у захисті державного суверенітету та територіальної цілісності України, вірність військовій присязі під час російсько-української війни, відзначений — нагороджений:
- орденом Богдана Хмельницького III ступеня (16.5.2015, посмертно).[4]
- Його портрет розміщений на меморіалі «Стіна пам'яті полеглих за Україну» в Києві: секція 3, ряд 9, місце 3
- Вшановується 25 серпня на щоденному ранковому церемоніалі вшанування українських захисників, які загинули цього дня в різні роки внаслідок російської збройної агресії[5]
- 31 жовтня 2014 року ім'я Ігоря Беци присвоєно сільському стадіону Видинова
- 23 листопада 2014 року ім'я Ігоря Беци присвоєно Видинівській загальноосвітній школі[6]
- у жовтні 2015 року на фасаді Видинівської ЗОШ відкрито й освячено меморіальну дошку Ігорю Беці[7]